# Losonczy Ariel
Losonczy Ariel névvariáns: Losonczi Ariel; Losonczy Aranka (Budapest, 1940. november 4. –) magyar színésznő.

## Életpályája
Színésznőként Rózsahegyi Kálmán Színészképző Iskolájában végzett. Pályáját 1960-ban az egri Gárdonyi Géza Színházban kezdte. 1962-től az Állami Déryné Színház, 1972-től az Irodalmi Színpad, 1973-tól a József Attila Színház szerződtette. 1974-től a Győri Kisfaludy Színház, 1975-től a Veszprémi Petőfi Színház társulatának volt tagja. 1989-től ismét az egri Gárdonyi Géza Színház színművésznőjeként lépett színpadra. 

## Fontosabb színházi szerepei
- William Shakespeare: Szentivánéji álom... Hippolyta; Titánia
- William Shakespeare: Tévedések vígjátéka... Kurtizán
- William Shakespeare: Macbeth... Harmadik boszorkány
- William Shakespeare: A makrancos hölgy... Özvegyasszony
- Euripidész: Iphigeneia Auliszban... Karvezető
- Pierre-Augustin Caron de Beaumarchais: Egy bolond nap avagy Figaro házassága... Marcelina
- Victorien Sardou: Szókimondó Kata... Bülowné
- Honoré de Balzac: A tőzsdelovag... Melanie, Mercadet felesége
- Arthur Miller: A salemi boszorkányok... Elizabeth Proctor, John felesége
- Friedrich Dürrenmatt: A fizikusok... Martha Boll, főnővér
- Bertolt Brecht: Svejk a második világháborúban... Özvegy Kopeckyné, a 'Kehelyhez' címzett kocsma tulajdonosa
- Witold Gombrowicz: Yvonne, burgundi hercegnő... Yvonne nénje
- Eugène Ionesco: Ketten félrebeszélnek... Nő
- Nyikolaj Vasziljevics Gogol: A revizor... Fevronya Petrovna Posljopkina
- Mihail Afanaszjevics Bulgakov: A félnótás Jourdain... De Bries asszony, színésznő; Dorimene, grófnő
- Gabriela Zapolska: Dulszka asszony erkölcse... Annus, szobalány
- Csiky Gergely: Ingyenélők... Mákonyné
- Szigligeti Ede: A trónkereső... Kun szolgálónő (Gyulai Várszínház)
- Fejes Endre: Vonó Ignác... Máter Terézia
- Jókai Mór: Szegény gazdagok – Fatia Negra... Henriette, Hátszegi báró felesége
- Krúdy Gyula - Kapás Dezső: A vörös postakocsi... Ugocsiné
- Kosztolányi Dezső: Édes Anna... Tatár Gáborné
- Heltai Jenő: Egy fillér... Az ápolónő
- Heltai Jenő: Tündérlaki lányok... Malvin
- Molnár Ferenc: Az ibolya... Márkus kisasszony
- Móricz Zsigmond: Kismadár... Édes, Böske anyja
- Kertész Ákos: Névnap... Bözsi
- Sultz Sándor: És a hősök hazatérnek... Anna, Sánta felesége
- Hubay Miklós: Különös nyáréjszaka... Paula (Gyulai Várszínház)
- Gyurkovics Tibor: Boldogháza... Maris, Bata felesége
- Tabi László: Pardon, százegy percre! – Tabi László szerzői estje (kabaré)... szereplő
- Örkény István: Macskajáték... Giza
- Illyés Gyula: Dupla vagy semmi... Zsuzsanna
- Zelk Zoltán: Az ezernevű lány... Ezeréves fa
- Karinthy Ferenc: Házszentelő... Juci
- Németh László: Bethlen Kata... Köleséri Sámuelné
- Németh László: Pusztuló magyarok... Juliska, Szabóné menye
- Tamási Áron: A hullámzó vőlegény... Piroska, fiatalasszony, Petke felesége
- Tamási Áron: Vitéz lélek... Rozália, Kristóf felesége
- Sütő András: Anyám könnyű álmot ígér... Suttogó asszony
- Zilahy Lajos: Zenebohócok... Angyalné
- Hunyady Sándor: A három sárkány... Katalin
- Darvas József: Pitypang... Ilus
- Szomory Dezső: Hagyd a nagypapát!... Raády Melinda
- Remenyik Zsigmond: 'Vén Európa' Hotel... Erna Liebig
- Békés József: A hetedik kocsi... Ica, technikus
- Száraz György: A megoldás... Tatyána, Tolsztojék gyermeke
- Páskándi Géza: Egy ember, aki megunta a bőrét... Mellduska, dajka, Patyi neje
- P. Horváth László: Bakonyi történet... Eta, a tanítónő
- Lázár Ervin: A hétfejű tündér... Ló Szerafin
- Bíró Lajos: A rablólovag... Emma grófnő
- Ödön von Horváth: Mesél a bécsi erdő... Anya
- Huszka Jenő: Mária főhadnagy... Brigitta, Simonich felesége
- Kálmán Imre: Csárdáskirálynő... Aranka
- Polgár András: Egy király a Népszínház utcában... Hanczár Pirike
- Gergely Sándor: Vitézek és hősök... Julcsa, Kovácsék cselédje
- Tóth Miklós: Mézesmadzag... Paál Erzsi
- Mary Chase: Barátom, Harvey... Betty Chumley
- Juliusz Słowacki: Mazepa... A várnagyné
- Max Frisch: Biedermann és a gyújtogatók... Anna
- Félicien Marceau: A tojás... Berthoulletné - Özv. Magis-né
- Szirmai Albert – Bakonyi Károly – Gábor Andor: Mágnás Miska... Stefánia
- Nyikolaj Robertovics Erdman: A mandátum... Visnyeveckaja Tamara Leopoldovna
- Viktor Szergejevics Rozov: Hétköznapi történet... Ljubeckaja, Marija Mihajlovna

## Filmek, tv
- Szeretnék csákót csinálni (1968)
- Zokogó majom (sorozat) 1. rész (1978)
- Kismaszat és a Gézengúzok (1984)
- Legyél te is Bonca! (1984)